# Distrito de Sokolov
El distrito de Sokolov es uno de los tres distritos que forman la región de Karlovy Vary, República Checa, con una población estimada a principio del año 2018 de 88 795 habitantes. Se encuentra ubicado al oeste del país, al oeste de Praga, cerca de la frontera con Alemania. Su capital es la ciudad de Sokolov.

## Localidades (población 2018)
- Březová 2734
- Bublava 401
- Bukovany 1542
- Chlum Svaté Maří 287
- Chodov 13547
- Citice 904
- Dasnice 278
- Dolní Nivy 346
- Dolní Rychnov 1337
- Habartov 4868
- Horní Slavkov 5475
- Jindřichovice 480
- Josefov 367
- Kaceřov 448
- Krajková 943
- Královské Poříčí 796
- Kraslice 6802
- Krásno 697
- Kynšperk nad Ohří 4804
- Libavské Údolí 571
- Loket 3062
- Lomnice 1313
- Nová Ves 185
- Nové Sedlo 2590
- Oloví 1664
- Přebuz 69
- Rotava 3008
- Rovná 317
- Šabina 297
- Šindelová 302
- Sokolov 23 438
- Staré Sedlo 840
- Stříbrná 451
- Svatava 1662
- Tatrovice 187
- Těšovice 240
- Vintířov 1157
- Vřesová 386